# Paul Stoddart
Paul Stoddart född 26 maj 1955, är en australisk företagare inom flygbranschen och före detta racingstallägare.
Stoddart tjänade en förmögenhet på flygbolaget European Aviation och var ägare av formel 1-stallet Minardi 2001–2005. Han gjorde sig känd inom Formel 1 för sina utspel, bland annat hotade han att avslöja Concordeavtalet på en presskonferens.
Senare köpte han Champ Car-teamet CTE-HVM, som döptes om till Minardi Team USA.